# Nature Reviews Neuroscience
Nature Reviews Neuroscience (abrégé en Nat. Rev. Neurosci.) est une revue scientifique à comité de lecture qui publie des articles de revue spécialisés dans tous les aspects de la recherche concernant les neurosciences.
D'après le Journal Citation Reports, le facteur d'impact de ce journal était de 31,427 en 2014. Actuellement, la direction éditorial est assurée par Leonie Welberg.